# Guarico (rivière)
Pour les articles homonymes, voir Guarico.
Le Guarico est un cours d'eau du Venezuela.  
Il prend sa source au sud-est du lac de Valencia et se jette dans l'Apure après un cours de 525 km à travers la province de Caracas. Il passe à Calabozo.